# Pfarrhaus (Bischofsdhron)

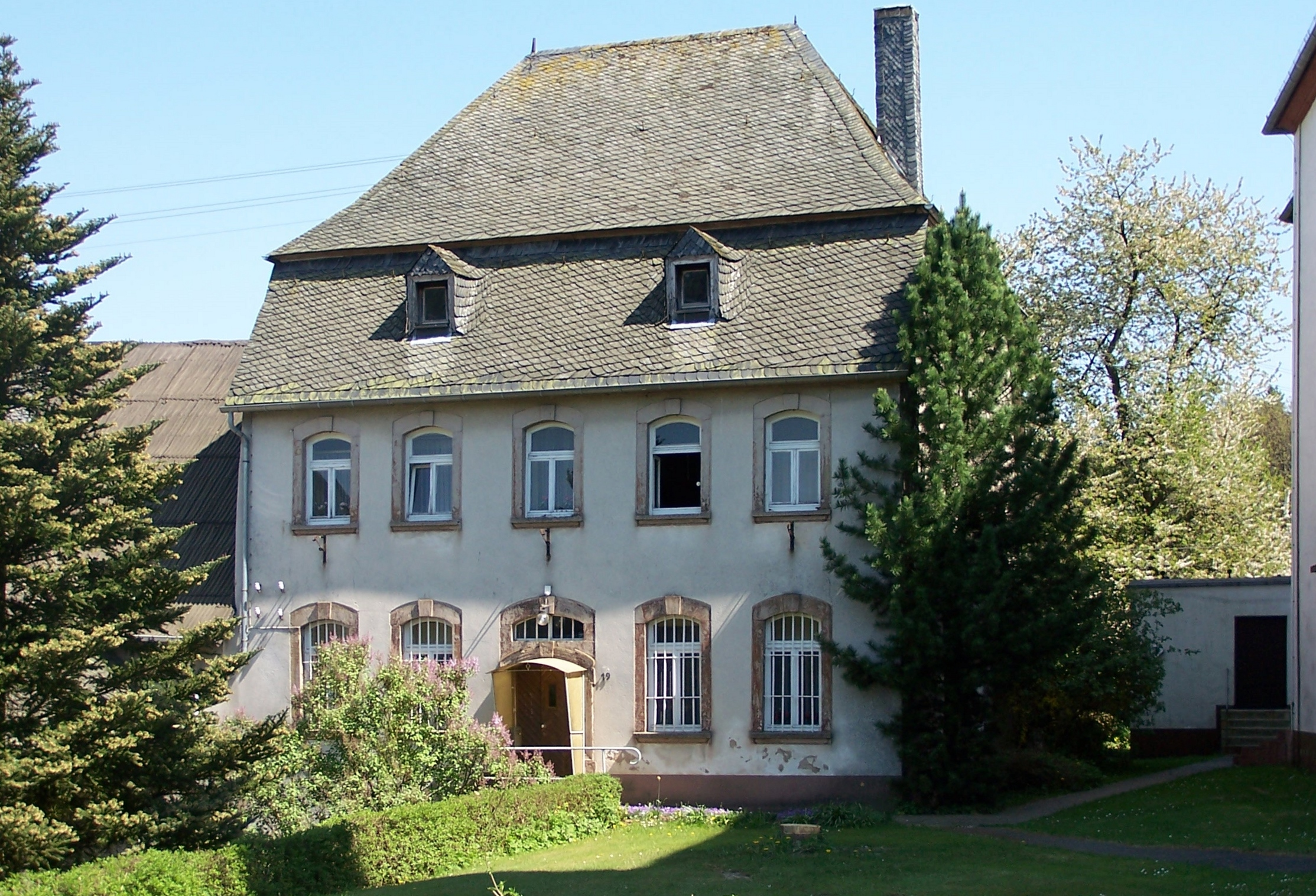
Pfarrhaus in Bischofsdhron

Das katholische Pfarrhaus in Bischofsdhron, einem Ortsbezirk der Gemeinde Morbach im Landkreis Bernkastel-Wittlich in Rheinland-Pfalz, wurde 1760 errichtet. Das Pfarrhaus an der Paulinusstraße 19, neben der katholischen Pfarrkirche St. Paulinus, ist ein geschütztes Kulturdenkmal.
Der verputzte Mansarddachbau aus Bruchsteinmauerwerk mit zwei Geschossen hat fünf Fensterachsen. Die rundbogigen Fenster sind mit Hausteingewänden gerahmt. Auf dem Sturz des Türoberlichtes ist die Jahreszahl 1760 eingemeißelt. Die zweiflügelige Haustür hat Füllungen mit einfacher Schnitzerei.